# Benešov nad Černou
Benešov nad Černou település Csehországban, a Český Krumlov-i járásban. Benešov nad Černou Pohorská Ves, Slavče, Horní Stropnice, Kamenná, Soběnov, Kaplice és Malonty településekkel határos. Lakosainak száma 1376 fő (2024. január 1.).

## Népesség
A település lakosságának változását az alábbi diagram mutatja:
| Lakosok száma | 4336 | 4701 | 4209 | 1767 | 1246 | 1404 | 1363 | 1454 | 1442 | 1376 |
|               | 1869 | 1900 | 1921 | 1961 | 1980 | 2011 | 2016 | 2019 | 2021 | 2024 |